# Nabotåget
Nabotåget (även Nabotågen eller Nabotåg) var namnet på en tågförbindelse som trafikerade den gränsöverskridande trafiken på Mittbanan och Meråkerbanen, mellan Östersund och Trondheim. Det invigdes som Nabopendeln den 22 september 2002 och fick namnet Nabotåget 2005.
Den 17 juni 2007 tog  Veolia Transport över trafiken med Nabotåget inom Sverige och även trafiken på Mittlinjen (Sundsvall-Östersund), det nya namnet för trafiken hela sträckan Trondheim-Sundsvall blev Mittnabotåget (som på grund av att Meråkersbanan inte har eldrift i Norge kör ungefär samma koncept som förut, dieselmotorvagnar Trondheim-Östersund och elmotorvagnar Östersund-Sundsvall). År 2012 försvann även namnet Mittnabotåget, och trafiken på den svenska gavs varumärket Norrtåg och NSB Regiontog på den norska. Dock förekommer fortsatt namnet Nabotåget i Norge.

## Bakgrund
Ordet ”Nabo” är norska, och betyder ”granne”. Järnvägsförbindelsen finansierades delvis av Europeiska unionens fond Europeiska regionala utvecklingsfonden.
Totalt finns det 15 dieselmotorvagnståg av typ BM92 som ägs av Norges statsbaner. Två av dessa användes till Nabotåget, övriga till regionaltågtrafik i Trondheimsregionen.
Allt sedan Östersund fick X2000-förbindelse med Sundsvall och Stockholm har det diskuterats om huruvida det vore möjligt med en snabbtågslinje längs hela banan. Att köra tåg av typ X2 på sträckan är i dagsläget dock inte möjligt, då Meråkerbanen (mellan Storlien och Trondheim) inte är elektrifierad och har mycket låg hastighetsstandard.

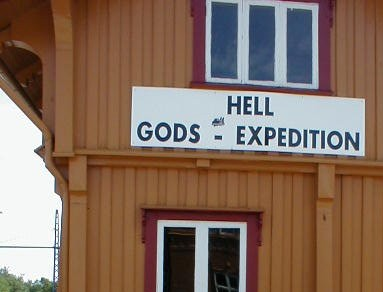
Hells station i Norge.

## Trafik
Nabotågen hade två avgångar om dagen i vardera riktningen. Viktiga stationer längs banan förutom ändstationerna var Krokom, Järpen, Åre, Storlien, Meråker och Hell. Tågen stannade dock på 20 olika stationer. Västra ändstationen var egentligen Trondheims förort Heimdal.

## Källhänvisningar
1. ↑  ”järnväg.net Nyhetsarkiv 2002”. Arkiverad från originalet den 3 augusti 2012. https://archive.is/20120803180236/http://www.jarnvag.net/index.php/nyheter/nyhetsarkiv-2002?tmpl=component&print=1&page=. Läst 3 augusti 2012.
2. ↑  Slutrapport Nabo-pendeln 2002-2005 20050726[död länk]
3. ↑  Slutrapport: Interregprojekt Nabotåget 2005-2007 20070629[död länk]